# Голиков, Сергей Иванович
Серге́й Ива́нович Го́ликов (1866—1929) — воронежский губернатор в 1909—1914 годах, деятель эмигрантских монархических организаций.

## Биография
Родился 9 (21) апреля 1866 года в семье члена Московского окружного суда Ивана Николаевича Голикова (1832—1879), пожалованного в 1874 году в потомственное дворянство
В 1886 году окончил Катковский лицей. Служил в московской прокуратуре. Избирался калязинским уездным предводителем дворянства; в 1901 году был назначен непременным членом по земским и городским делам присутствия Твери. Состоял почётным мировым судьёй по Калязинскому и Корчевскому уездам Тверской губернии; был почётным членом Тверского губернского и  Калязинского уездного Попечительств детских приютов. В 1909—1914 годах занимал должность воронежского губернатора. Дослужился до чина действительного статского советника (25.03.1912).
Во время Октябрьской революции был арестован, содержался в Бутырской тюрьме. В 1918 году бежал на Юг России. После окончания Гражданской войны эмигрировал в Югославию, в 1923 году переехал в Венгрию. Затем жил в Эстонии и Берлине, впоследствии переехал в Париж. Участвовал во Всезаграничном церковном соборе в Сремских Карловцах (1921), 2-м монархическом съезде в Париже, Российском зарубежном съезде в Париже в 1926 году. Состоял управляющим делами Высшего монархического совета за рубежом.
Последние годы жил в Русском доме в Сент-Женевьев-де-Буа, где и скончался 9 августа 1929 года. Похоронен на кладбище Сент-Женевьев-де-Буа.